# Jakub Sokołowski (duchowny)
Jakub Sokołowski herbu Pomian (zm. 1483) – kanonik włocławski.
Był bliskim krewnym Świętosława z Wrzący i Jałbrzyka Jana Sokołowskiego. Od 1464 roku wraz ze Świętosławem i jego bratankiem Janem z Wrzący Wielkiej i Sokołowa uczestniczył regularnie w posiedzeniach kapituły katedralnej włocławskiej, należąc do jej najbardziej wpływowych członków. Od 1475 roku aż do śmierci występował jako oficjał włocławski z ramienia biskupa Zbigniewa Oleśnickiego. W 1472 r. był notariuszem królewskim, a w 1479 poborcą cyzy na Kujawach i cła wodnego w Bobrownikach.